# Eray Çalışkan
Eray Çalışkan (* 31. Januar 1981 in Istanbul) ist ein türkischer Fußballtorhüter.

## Karriere
Çalışkan begann 1995 in der Nachwuchsabteilung von Büyükçekmece Belediyespor und wechselte 1998 in die Nachwuchsabteilung von Galatasaray Istanbul. Nachdem er hier keinen Profivertrag angeboten bekommen hatte, verließ er diesen Verein Richtung Istanbuler Drittligisten Tepecik Belediyespor. Für diesen Klub saß er in der ersten Saison nur auf der Ersatzbank und gab in seiner zweiten Saison sein Profidebüt. Bis ins Jahr 2007 war er in einem Einjahresrhythmus immer für Istanbul Beylikdüzüspor und Tepecik Belediyespor tätig. 2007 erhielt er schließlich bei Letzterem einen Profivertrag. In der Saison 2008/09 eroberte er sich einen Stammplatz. Mit seinem Klub wurde er Vizemeister und stieg in die TFF 2. Lig auf.
Zur neuen Saison wechselte Çalışkan zum Viertligisten Balıkesirspor. Auch mit diesem Verein erreichte er die Vizemeister und damit den Aufstieg in die TFF 2. Lig. Anschließend spielte er für Yeni Malatyaspor und später wieder für Tepecikspor.
Im Sommer 2013 wechselte Çalışkan zum Drittligisten Giresunspor. Mit diesem Verein beendete er die Saison als Meister der TFF 2. Lig und stieg in die TFF 1. Lig auf.

## Erfolge
Mit Tepecik Belediyespor
- Vizemeister der TFF 3. Lig und Aufstieg in die TFF 2. Lig: 2008/09

Mit Balıkesirspor
- Vizemeister der TFF 3. Lig und Aufstieg in die TFF 2. Lig: 2009/10

Mit Giresunspor
- Meister der TFF 2. Lig und Aufstieg in die TFF 1. Lig: 2013/14